# Schizoprymnus americanus
Schizoprymnus americanus är en stekelart som beskrevs av William Harris Ashmead 1889. Schizoprymnus americanus ingår i släktet Schizoprymnus och familjen bracksteklar. Inga underarter finns listade i Catalogue of Life.